# Syrisch-katholische Kirche St. Thomas
Die Syrisch-katholische St.-Thomas-Kirche (arabisch كنيسة القديس توما الكاثوليكية السريانية, auch كنيسة مار توما للسريان الكاثوليك; syrisch ܥܹܕܬܐ ܕܩܲܕܝܼܫܵܐ ܬܐܘܿܡܵܐ ܕܐ݇ܣܘܼܪ̈ܵܝܹܐ ܩܵܬ݂ܘܿܠܝܼܩܵܝܹ̈ܐ ܓܲܘ ܡܲܘܨܸܠ) oder kurz Mār Tūmā (مار توما) ist eine Kirche in der irakischen Stadt Mossul, die im Jahre 1863 geweiht wurde. Sie gehört zur Erzeparchie Mosul der Syrisch-katholischen Kirche.

## Standort
Die syrisch-katholische St.-Thomas-Kirche steht im Westen der Altstadt Mossuls etwa 100 m nordwestlich der Ninive-Straße (شارع نينوى) und 80 m südwestlich der auch Schaziani-Straße genannten Faruq-Straße (شارع الفاروق), rund 40 m nördlich der syrisch-orthodoxen Kathedrale St. Thomas (كنيسة مار توما) – zwischen den beiden Kirchen befindet sich ein großer alter Friedhof – und 200 m südwestlich der Großen an-Nuri-Moschee (مسجد نوري الكبير), auf 235 m Meereshöhe.

## Geschichte
1783 kam es zum Schisma zwischen der weiter bestehenden Syrisch-Orthodoxen Kirche von Antiochien und der neu gegründeten, mit Rom unierten Syrisch-katholischen Kirche, das einen Konflikt um die bestehenden Kirchengebäude auch in Mossul nach sich zog. 1790 wurde die neue syrisch-katholische Erzeparchie Mossul gegründet. Der Kirchenstreit wurde in der Zeit des Patriarchen Antoine I. Semherie durch den Bau zweier neuer syrisch-katholischer Kirchen gelöst: die 1862 eröffnete al-Tahira-Kathedrale als Erweiterungsbau der älteren al-Tahira-Kirche sowie unweit der syrisch-orthodoxen Kathedrale St. Thomas die neue syrisch-katholische Thomaskirche, deren Bau am 1. April 1860 begonnen wurde. Die Bauarbeiten dauerten drei Jahre, so dass Weihnachten 1862 bereits in der Thomaskirche gefeiert wurde. Offiziell wurde die Kirche am 25. März 1863, also dem Tag der Verkündigung des Herrn, geweiht. Ein Dekret der Regierung des Osmanischen Reiches legte 1879 die Verteilung des Eigentums an Kirchen und Klöstern zwischen den beiden Kirchen fest. In den 1950er Jahren stürzten Teile des Gebäudes wegen Schäden am Friedhof ein. Unter Aufsicht des Paters Mikhael Sayegh wurden die Schäden 1959 behoben, und 1960 wurde der linke Gebäudeflügel durch ein Stockwerk mit Wohnräumen für die Priester ergänzt. 1962 wurde in der Thomaskirche die Gemeinschaft der Priester Christi des Königs gegründet, deren geistiges Zentrum sie blieb. Die Gemeinschaft gab die Zeitschrift „Das christliche Denken“ (مجلة الفكر المسيحي) heraus und unterhielt ein Zentrum für Bibelstudien, ein Museum und eine Bücherei. Weitere Instandsetzungs- und Ausbauarbeiten fanden von 1984 bis 1987 unter Aufsicht des Paters Nomaan Awrida statt. 1995 wurden benachbarte Häuser abgerissen, um einem Parkplatz zu weichen.
Nach der Einnahme Mossuls 2014 durch den islamistischen Daesch (IS) verwüstete dieser das Innere der Thomaskirche: Die Wände und Decken wurden aufgeschlagen, um Eisen und Kabel zu erbeuten. Bei der Schlacht um Mossul 2017 durchschlug eine Rakete das Dach am hinteren Ende der Kirche. Nach der Rückeroberung Mossuls durch die irakische Armee wurden schwarze und weiße Markierungen für Sprengsätze an den Säulen und Pfeilern der Kirche gefunden, doch konnte der Daesch diese auf Grund des Schlachtverlaufs nicht mehr rechtzeitig anbringen, um die Sprengung der Kirche herbeizuführen. Nach der Vertreibung der Islamisten wurde die Kirche teilinstandgesetzt. Am 3. Juli 2018 wurde ein Gottesdienst abgehalten, an dem etwa 100 Menschen teilnahmen. Am 28. Februar 2019 fand in der teilweise noch mit Trümmern gefüllten Kirche eine vom syrisch-katholischen Erzbischof Boutros Moshe geleitete Friedensmesse statt, an der auch der chaldäische Erzbischof Najib Mikhael Moussa und Vertreter anderer Religionsgemeinschaften teilnahmen. Im Februar 2020 wurde verkündet, dass die syrisch-katholische Thomaskirche mit Geldern aus den Vereinigten Arabischen Emiraten und Unterstützung der UNESCO ab April 2020 vollständig instand gesetzt werden solle.

## Architektur
Die syrisch-katholische Kirche Mār Tūmā ist eine dreischiffige Basilika, deren Gewölbe mit Tonnendach von acht freistehenden achtkantigen Pfeilern getragen wird. In die Kirche gelangen Männer und Frauen durch zwei getrennte Türen unter den Arkaden zum Innenhof hin. Die Königliche Tür ist aus Mossul-Marmor gefertigt und wird von zylindrischen Pfeilern getragen. Über dem Heiligtum am südöstlichen Ende befindet sich die Kuppel mit einem Muqarnas. Die hier befindlichen Altare wurden vom Daesch zerstört.